# Kepler-37c
Kepler-37c é um planeta extrassolar que orbita a estrela Kepler-37 - localizada na Constelação de Lyra, a cerca de 210 anos-luz da Terra - e que foi descoberto em 2013.
Ele orbita sua estrela-mãe a cada 21 dias.
Ele é um pouco menor do que Vênus, medindo quase três quartos do tamanho da Terra. Ele orbita sua estrela-mãe a 0,14 UA – bem fora da zona habitável, que permite a existência de água líquida em um planeta - e por isso pode ter uma atmosfera.